# Kahu Joyce
Jermaine „Kahu“ Joyce (* 28. März 1994 in Christchurch) ist ein neuseeländischer Eishockeyspieler, der seit 2018 für den Mustangs IHC in der Australian Ice Hockey League und die Melbourne Sharks in der Ice Hockey Victoria Premier League spielt.

## Karriere
Kahu Joyce begann seine Karriere bei den Canterbury Red Devils, für die er 2010 in der New Zealand Ice Hockey League debütierte. Nachdem er die Spielzeit 2012 beim Ligakonkurrenten West Auckland Admirals verbracht hatte, unterbrach er seine Karriere und spielte erst ab 2016 für den Botany Swarm wieder in der NZIHL. 2018 wechselte er nach Australien und spielt seither dort für den Mustangs IHC in der Australian Ice Hockey League und für die Melbourne Sharks in der unterklassigen Ice Hockey Victoria Premier League, die er mit dem Klub 2018 gewann.

### International
Für Neuseeland spielte Joyce im Juniorenbereich bei den U18-Weltmeisterschaften 2010 und 2012, als er zum besten Verteidiger des Turniers gewählt wurde, in der Division III und 2011 in der Division II sowie bei der U20-Weltmeisterschaft der Division III 2012.
Für die neuseeländische Herren-Nationalmannschaft nahm Joyce erstmals an der Weltmeisterschaft 2018 in der Division II teil.

## Erfolge und Auszeichnungen
- 2010 Aufstieg in die Division II bei der U18-Weltmeisterschaft der Division III, Gruppe B
- 2012 Bester Verteidiger bei der U18-Weltmeisterschaft der Division III, Gruppe A
- 2018 Gewinn der Ice Hockey Victoria Premier League mit den Melbourne Sharks

## Statistik
(Stand: Ende der Saison 2018)